# Segunda batalla de Lamía
La segunda batalla de Lamia fue un enfrentamiento bélico que se estableció entre Filipo V de Macedonia y la República romana aliada con la Liga Etolia y Átalo I de Pérgamo en la localidad de Lamía. Esta batalla forma parte de los episodios de la primera guerra macedónica.
Las dos batallas más importantes de la primera guerra macedónica se libraron en la localidad de Lamía. Tito Livio cuenta que, al igual que en la primera batalla, en la segunda los macedonios comandados por Filipo V derrotaron a los etolios, que estaban dirigidos por el strategos Pirrias, y contaban con refuerzos romanos y del reino de Pérgamo. El ejército de los etolios y sus aliados se tuvo que refugiar en el interior de las murallas tras haber sufrido la pérdida de al menos 1000 hombres en cada una de las dos batallas.